# اسماعیل صالحی مازندرانی
اسماعیل صالحی مازندرانی (۱۳۱۲–۱۳۸۰ ه.ش) از مراجع تقلید شیعه در حوزه علمیه قم بوده‌است. او فقیه اصولی، فیلسوف، عارف و استاد حوزه، عضو دوره اول و دوم مجلس خبرگان رهبری، مؤلف، نویسنده کتاب مفتاح البصیرة فی فقه الشریعة، و مفتاح الاصول است. او در تاریخ ۹ شهریور ۱۳۸۰ درگذشت.

## زندگی‌نامه
اسماعیل صالحی مازندرانی، فرزند عالم متقی، مرحوم ملّا رحمةالله صالحی، در سال ۱۳‍۱۲(ه.ش) در لفور از توابع سوادکوه متولد شد.

## تحصیلات
او پس از آموختن قرآن کریم و بخش‌هایی از کتاب «جامع‌المقدّمات» و برخی از کتاب‌های مذهبی و تاریخی از محضر پدرش، تحت راهنمایی‌های شیخ امان‌الله کریمی، صرف و نحو و منطق را از استادان بزرگوار مدرسه‌ی صدر بابل آموخت.
بعد از اتمام تحصیلات در بابل، دو سال در تهران اقامت کرده و سپس مدت کوتاهی را در قم ماند. آنگاه در سال ۱۳۳۳(ه.ش) به مشهد رفته و تا سال ۱۳۳۹(ه.ش) در جوار بارگاه امام هشتم شیعیان مشغول تحصیل و تدریس بود. از ویژگی‌های او این بود که در ایام تحصیل، به تدریس دروس مختلف در زمینه‌ی علوم عقلی و نقلی نیز مشغول بود. 
برخی از استادان او در مشهد عبارت بودند از: هاشم قزوینی، کاظم دامغانی، مجتبی قزوینی و میرزا جواد تهرانی.
وی در سال ۱۳۳۹(ه.ش) برای تکمیل تحصیلات(ه.ش)،به قم بازگشت و از ابتدای انقلاب اسلامی به فعالیت و مبارزات سیاسی مشغول بود و در همین راستا، سال‌های ۱۳۵۳ و ۱۳۵۴(ه.ش) دستگیر و روانه‌ی زندان‌های رژیم پهلوی در قم و تهران(قزل‌قلعه، قصر و اوین) شد.
برخی از استادان او در حوزه‌ی علمیه قم عبارت بودند از: سید حسین بروجردی، روح‌الله خمینی، میرزا هاشم آملی، سید محمد رضا گلپایگانی،سید محمد محقق داماد و سید محمد حسین طباطبایی.
او بیش از چهل سال در حوزه‌ی قم و در جوار مرقد فاطمه معصومه به تدریس فلسفه، دروس خارج فقه و خارج اصول مشغول بود.
علمای بسیاری از محضر علمی او بهره‌مند شده‌اند، مانند: علی‌اصغر امیری، مهدی هادوی تهرانی، محمدمهدی شب‌زنده‌دار، علی نظری‌منفرد، غلامعلی نعیم‌آبادی، علی‌اکبر ناطق‌نوری، هادی مروی، احمد مروی، محسن قرا‌يتی، محسن قمی، صمدی آملی، محمدباقر محمدی لائینی، ناصر رفیعی و ... .

## درگذشت
او در صبح روز جمعه ۹ شهریور ماه ۱۳۸۰(ه.ش) برابر با ۱۱جمادی‌الثانی ۱۴۲۲(ه.ق) درگذشت.
شرح زندگی او در کتابی با عنوان «سیمای زعامت و مرجعیت فقیه صالح» شرح‌حال علمی و اخلاقی وی، چاپ شده‌است.

## آثار
برخی از آثار چاپ شده‌ی صالحی عبارتند از:
۱- مفتاح‌البصیرة فی فقه‌الشریعة، ج ۱تا ۶(خارج فقه)
۲-مفتاح‌الاصول، ج ۱تا ۴(خارج اصول)
۳-رساله توضیح‌المسائل
۴-مناسک حج
۵-استفتاآت(ج ۱و ۲)
۶-احکام جوانان و نوجوانان
۷- احکام بانوان
۸-شرح کفایة الاصول(ج ۱تا ۸)
۹-مبانی ولایت فقیه
۱۰-سفارش‌های اخلاقی
۱۱-معاد